# Sancho VI. Navarrský
Sancho VI. Navarrský řečený Moudrý (baskicky Antso VI.a Nafarroakoa, španělsky Sancho VI de Navarra zvaný el Sabio; 1133? – 27. června 1194) byl králem Navarry.

## Život
Narodil se jako jediný syn Garcíi Ramíreze a Markéty z Aigle. Navarrský trůn zdědil roku 1150 a 20. července 1153 se oženil se Sanchou, dcerou kastilského krále Alfonse VII. Dějištěm svatebního veselí se stalo Carrión de los Condes.
Sancho zavedl používání titulu navarrského krále místo předchozího tradičního titulu krále Pamplony. Jeho vláda byla poznamenána věčnými střety s Kastílií a Aragónií. Jeho tchán Alfons VII. roku 1170 se svým aragonským protějškem Alfonsem II. podepsal v Sahagúnu pakt proti Navaře. Následné obléhání Pamplony bylo skončeno 25. srpna 1176, kdy se na základě dohody protivníci rozhodli postoupit své spory anglickému králi Jindřichovi II., aby rozhodl jejich spor o území Riojy. Rozsudek vzájemné spory nezažehnal.
Zemřel 27. června 1194 v Pamploně, kde byl pohřben v místní katedrále.